# Tours FR

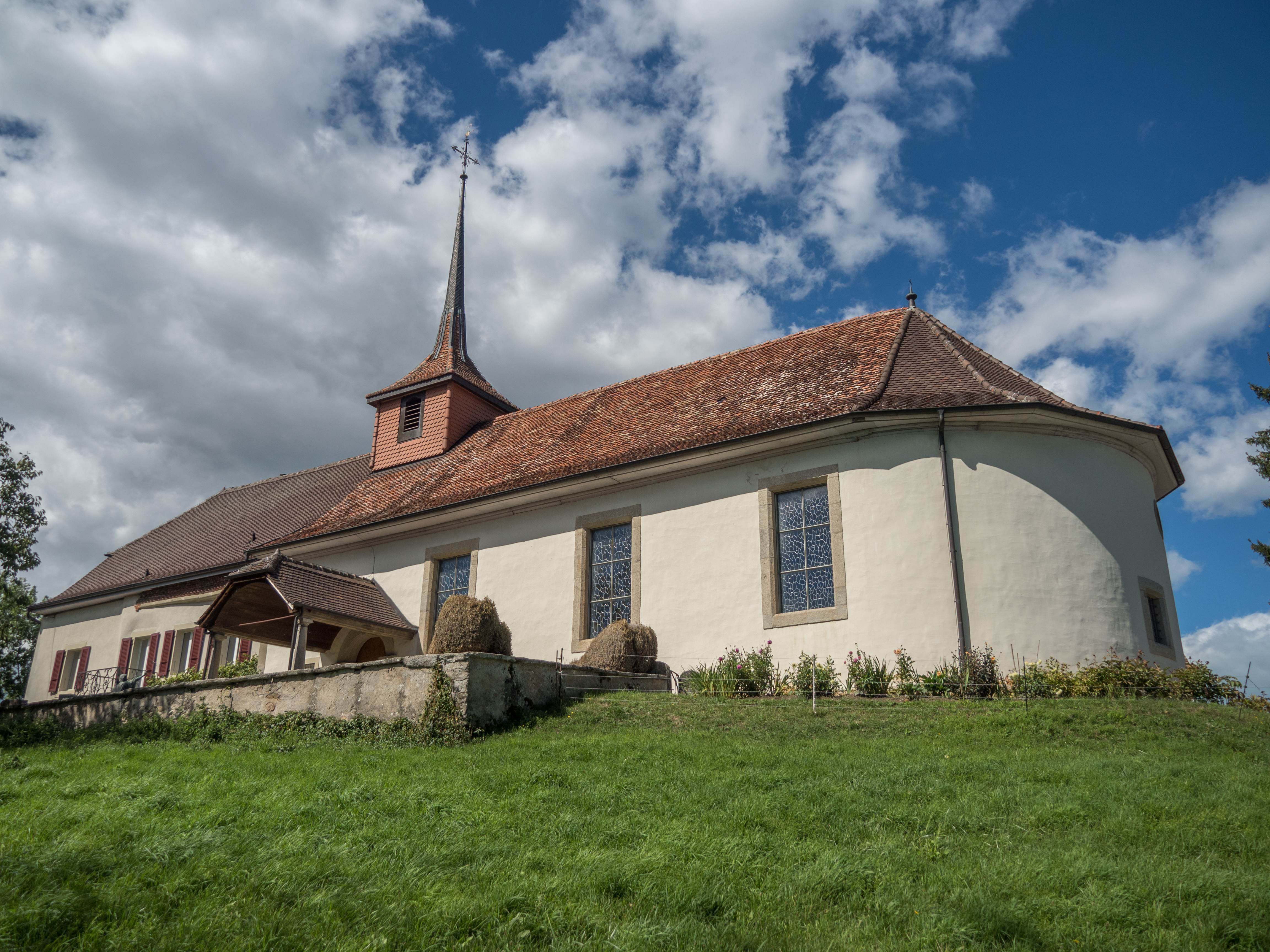
Kirche Notre-Dame de Tours

Tours ist eine 7235,8 Quadratmeter grosse Exklave des Kantons Freiburg, innerhalb des Gebietes der waadtländischen Gemeinde Corcelles-près-Payerne.
Die Exklave gehört seit 2004 zur Gemeinde Montagny FR. Auf dem Gebiet am östlichen Talhang der Arbogne steht die Kirche Notre-Dame de Tours, ab dem 15. Jahrhundert eine Wallfahrtskirche, die bis im 17. Jahrhundert die Pfarrkirche von Montagny war.
Die Kirche steht auf den Fundamenten eines römischen Gutshofes und kann bis ins 6. Jahrhundert zurückverfolgt werden. Sie wurde im 9./10. Jahrhundert umgebaut und anfangs des 12. Jahrhunderts neu errichtet. Die heutige Kapelle entstand in den Jahren von 1778 bis 1781.

## Entstehung der Exklave
1509 trat die Stadt Payerne Tours gegen Landgüter in Corcelles an Freiburg ab. Mit der Eroberung des Waadtlandes durch die Stadt Bern wurde dieses reformiert und eine Auflösung der zum katholischen Freiburg gehörenden Exklave fiel ausser Betracht.